# Liste der Ortsbezirke in Wiesbaden
Diese Liste der Ortsbezirke von Wiesbaden gibt eine Übersicht über die 26 Ortsbezirke der hessischen Landeshauptstadt Wiesbaden. Diese sind die einzige stadtinterne geographisch-organisatorische Gliederungsebene, abweichend von der in anderen deutschen Großstädten üblichen zweistufigen Gliederung in Stadtteile und Stadtbezirke. Die Grenzen von Ortsbezirken und Gemarkungen sind in Wiesbaden oft, aber nicht immer, identisch.
Man unterscheidet die „Inneren Bezirke“, die das ursprüngliche Stadtgebiet der Gemarkung Wiesbaden weiter untergliedern, und die „Äußeren Bezirke“ der eingegliederten Städte und Gemeinden. Ab 1926 begannen die Eingemeindungen der umliegenden Gemeinden, angefangen mit Biebrich, Schierstein und Sonnenberg. 1928 wurden die meisten Umlandgemeinden eingemeindet, nämlich Bierstadt, Dotzheim, Erbenheim, Frauenstein, Georgenborn (1939 eingemeindet nach Schlangenbad), Heßloch, Igstadt, Kloppenheim und Rambach.
Nach dem Zweiten Weltkrieg wurden die „AKK-Vororte“ Mainz-Amöneburg, Mainz-Kastel und Mainz-Kostheim auf Anordnung der französischen und amerikanischen Militärverwaltung von Mainz abgetrennt und zur „treuhänderischen Verwaltung“ an Wiesbaden übergeben. Die letzte Eingemeindung fand 1977 im Zuge der Gebietsreform in Hessen statt, wodurch die östlichen Gemeinden Auringen, Breckenheim, Delkenheim, Medenbach, Naurod und Nordenstadt von da an zu Wiesbaden gehörten.

Karte mit den Grenzen der Ortsbezirke der Landeshauptstadt Wiesbaden

## Erläuterung
Die Liste gibt darüber Auskunft,
- welchen Namen der Ortsbezirk führt,
- das Ortsbezirkswappen,
- welche Fläche (in km²) der Ortsbezirk umfasst,
- wie viele Einwohner im Ortsbezirk wohnen,
- wie hoch die jeweilige Bevölkerungsdichte (Einwohner je km²) ist,
- wie hoch die durchschnittliche Kaufkraft der Einwohner ist,
- in welchem Jahr der Ortsbezirk nach Wiesbaden eingemeindet wurde,
- wo der Ortsbezirk auf einer Karte (⊙) zu finden ist,
- und zeigt den Ortsbezirk auf einer Karte.

## Innere Bezirke
| Ortsbezirk      | Fläche     | Einwohner | Bevölkerungs- dichte | Ausländer (%) | Kaufkraft | Lage | Karte |
| --------------- | ---------- | --------- | -------------------- | ------------- | --------- | ---- | ----- |
| Mitte           | 01,53 km²  | 021.704   | 013.907              | 028,9         | 022.455 € | ⊙    |       |
| Nordost         | 019,44 km² | 022.845   | 01.162               | 013,5         | 024.803 € | ⊙    |       |
| Rheingauviertel | 02,47 km²  | 021.066   | 08.247               | 022,1         | 021.468 € | ⊙    |       |
| Südost          | 06,62 km²  | 018.955   | 02.776               | 015,8         | 027.547 € | ⊙    |       |
| Westend         | 00,67 km²  | 017.486   | 025.291              | 031,1         | 021.573 € | ⊙    |       |
| Klarenthal      | 06,13 km²  | 010.480   | 01.698               | 017,0         | 020.414 € | ⊙    |       |

## Äußere Bezirke
| Ortsbezirk      | Wappen                 | Fläche     | Einwohner | Bevölkerungs- dichte | Ausländer (%) | Kaufkraft | Eingemeindung    | Lage | Karte |
| --------------- | ---------------------- | ---------- | --------- | -------------------- | ------------- | --------- | ---------------- | ---- | ----- |
| Auringen        | Wappen Auringen        | 03,12 km²  | 03.362    | 01.104               | 05,5          | 024.856 € | 01. Januar 1977  | ⊙    |       |
| Biebrich        | Wappen Biebrich        | 012,99 km² | 038.521   | 02.882               | 024,1         | 021.236 € | 01. Oktober 1926 | ⊙    |       |
| Bierstadt       | Wappen Bierstadt       | 09,22 km²  | 012.326   | 01.314               | 024,1         | 025.713 € | 01. April 1928   | ⊙    |       |
| Breckenheim     | Wappen Breckenheim     | 06,53 km²  | 03.410    | 0521                 | 05,5          | 024.860 € | 01. Januar 1977  | ⊙    |       |
| Delkenheim      | Wappen Delkenheim      | 07,43 km²  | 04.957    | 0673                 | 011,6         | 023.588 € | 01. Januar 1977  | ⊙    |       |
| Dotzheim        | Wappen Dotzheim        | 018,27 km² | 027.016   | 01.457               | 017,2         | 021.964 € | 01. April 1928   | ⊙    |       |
| Erbenheim       | Wappen Erbenheim       | 011,27 km² | 09.752    | 0839                 | 020,6         | 022.447 € | 01. April 1928   | ⊙    |       |
| Frauenstein     | Wappen Frauenstein     | 010,65 km² | 02.377    | 0223                 | 06,6          | 021.905 € | 01. April 1928   | ⊙    |       |
| Heßloch         | Wappen Heßloch         | 01,54 km²  | 0676      | 0455                 | 05,2          | 027.653 € | 01. April 1928   | ⊙    |       |
| Igstadt         | Wappen Igstadt         | 07,26 km²  | 02.118    | 0296                 | 04,7          | 024.644 € | 01. April 1928   | ⊙    |       |
| Kloppenheim     | Wappen Kloppenheim     | 05,39 km²  | 02.297    | 0422                 | 06,8          | 024.250 € | 01. April 1928   | ⊙    |       |
| Mainz-Amöneburg | Wappen Mainz-Amöneburg | 03,71 km²  | 01.531    | 0394                 | 028,3         | 019.519 € | 25. Juli 1945    | ⊙    |       |
| Mainz-Kastel    | Wappen Mainz-Kastel    | 09,51 km²  | 012.619   | 01.300               | 021,5         | 022.379 € | 25. Juli 1945    | ⊙    |       |
| Mainz-Kostheim  | Wappen Mainz-Kostheim  | 09,53 km²  | 014.073   | 01.481               | 019,5         | 020.998 € | 25. Juli 1945    | ⊙    |       |
| Medenbach       | Wappen Medenbach       | 04,74 km²  | 02.458    | 0525                 | 07,9          | 023.791 € | 01. Januar 1977  | ⊙    |       |
| Naurod          | Wappen Naurod          | 010,99 km² | 04.381    | 0395                 | 05,4          | 024.697 € | 01. Januar 1977  | ⊙    |       |
| Nordenstadt     | Wappen Nordenstadt     | 07,73 km²  | 07.857    | 01.020               | 010,4         | 024.161 € | 01. Januar 1977  | ⊙    |       |
| Rambach         | Wappen Rambach         | 09,92 km²  | 02.208    | 0220                 | 08,7          | 027.979 € | 01. April 1928   | ⊙    |       |
| Schierstein     | Wappen Schierstein     | 09,43 km²  | 010.223   | 01.081               | 014,5         | 022.489 € | 28. Oktober 1926 | ⊙    |       |
| Sonnenberg      | Wappen Sonnenberg      | 08,34 km²  | 08.027    | 0964                 | 08,5          | 031.346 € | 28. Oktober 1926 | ⊙    |       |